# Премудров Кирило Олександрович
Кирило Олександрович Премудров  (біл. Кірыл Аляксандравіч Прамудраў, нар. 11 червня 1992, Берестя, Білорусь) — білоруський футболіст, півзахисник футбольної команди «Динамо Мінськ».

## Ігрова кар'єра
Кирило Премудров — вихованець СДЮШОР № 5 міста Берестя. Професійну кар'єру розпочав у рідному «Динамо». Після декількох років в дублі у 2011 році отримав запрошення приєднатися до основного складу команди. Кирило цілком впорався з відповідальністю і зумів взяти участь у 15 іграх. Наступного року хавбек лише підтвердив статус надійного та креативного півзахисника.
29 липня 2015 року було оголошено про перехід Премудрова в мінське «Динамо».

## Досягнення
- Володар Супекубка Білорусі (2):

«Динамо-Берестя»: 2018
«Торпедо-БелАЗ»: 2024
- Володар Кубка Білорусі (1):

«Торпедо-БелАЗ»: 2022-23